# 王祖藍
王 祖藍（ウォン・チョーラム、Wong Cho Lam、1980年1月9日 - ）は、香港生まれの俳優、声優、司会者、作詞家、作曲家、歌手である。

## 来歴
馬鞍山信義学校、聖公会曾肇添中学を経て、香港演芸学院卒業。TVB所属。所属レコード会社はエンペラー・エンターテインメント・グループ／ミュージック・プラス。

## 出演作品

### 舞台

#### 監督
- 2002年：『飛哥跌落坑渠』
- 2005年：『壹団騷』Floor Show

#### 俳優
- 1998年：『唐樓B計劃』
- 2002年：『神奇無敵朱古力』
- 2003年：『錦繍良緑』 - Tevye 役
- 2003年：『星下談』 - 雨衣怪客 役
- 2003年：『伝説鐘的故事』 - 安勒斯 役
- 2003年：『Sweeney Todd』
- 2005年：『龍鳳耍花槍』 - 劉翔 役
- 2005年：『唯独你是王』 - 大衛王 役
- 2006年：『我大佬係穌哥』 - 渣哥 役
- 2008年：『留住百味情』 - 高大俊（マリアの同学） 役

### テレビドラマ (TVB)
- 2006年：『東方之珠』 - 申老闆私生子 役
- 2007年：『師奶兵團』 - 侍應 役
- 2007年：『我外母唔係人』 - 鄭守富 役
- 2007年：『学警出更』 - 水 役
- 2007年：『溏心風暴』 - 智障男孩 役
- 2007年：『迎妻接福』 - 光仔 役
- 2007年 - 2008年：『同事三分親』 - 樓華 役
- 2008年：『古霊精探』 - 袁偉平（Theo） 役
- 2008年 - 2009年：『畢打自己人』 - 鄧勵軍（『潮』雑誌見習娯楽記者） 役
- 2009年：『美麗高解像』 - 陳暢（娯楽記者） 役

### バイエティ番組 (TVB)
- 2007年：『萬眾同心公益金』 - 李我、蕭亮、白韻琴、スティーブン・チャン
- 2007年：『Teresa X Lam 2007』 - アラン・タム、アンディ・ラウ、ジャッキー・チュン、鐘景輝、テレサ・カルピオ、ジョージ・ラム
- 2007年：『英皇新秀歌唱大賽』 - 鐘景輝、ローウェル・ロウ、女高音、ウォーレン・モク
- 2007年：『萬千星輝賀台慶』 - ジェニー・ツェン、蔡依林、草蜢
- 2007年：『再会歓楽今宵』 - Pizza姐 役
- 2008年：『英皇新秀歌唱大賽』 - ポーラ・チョイ
- 2008年：『翡翠歌星賀台慶 2008』 - Boy George
- 2008年：『萬千星輝賀台慶』

### 映画
- 1999年：『陽光警察』Sunshine Cops - 学生 役
- 2006年：『独家試愛』Marriage with A Fool - 藍威宝 役
- 2007年：『信‧有家』Blessing through love - 小黄 役
- 2007年：『七擒七縱七色狼』Beauty and the Seven Beasts - 肥龍（Bruce） 役
- 2008年：『我的最愛』L For Love, L For Lies - 「実力財務」経理 藍威宝（ゲスト） 役
- 2008年：『ラ・リンゼリィエ』内衣少女La Lingerie - 太子（Antonio） 役
- 2008年：『コネクテッド』保持通話 Connected - 唐英年（ゲスト） 役
- 2009年：『それでも恋する楽観男子』矮仔多情 Short of Love - 藍子傑 役
- 2010年：『72家租客』72 Tenants of Prosperity
- 2010年：『越光寶盒』Just Another Pandora's Box - 曹軍小兵 役
- 2010年：『人間喜劇』La comédie humaine - 堅仔 役
- 2010年：『翡翠明珠』The Jade and the Pearl - 凌感開 役
- 2011年：『我愛HK開心萬歲』I Love Hong Kong - 托水龍 役
- 2011年：『勁抽福祿壽』The Fortune Buddies 飾 王祿藍 役
- 2012年：『マイ・サシー・バビー 』　我老婆唔夠秤II：我老公唔生性　My Sassy Hubby - 李生　役
- 2013年：『2013我愛HK 恭囍發財』　I Love Hong Kong 2013 - 宋大禮 Sam Sung 役
- 2013年：『笑功震武林』　Princess and Seven KungFu Masters - 嬌婆四 役
- 2013年：『イップ・マン 最終章』　　葉問：終極一戰　Ip Man: The Final Fight - 盲公陳　役

### ラジオ番組
- 『大学站』
- 『好孩子星期天』

### ラジオドラマ (RTHK)
- 1999年：『書剣恩仇錄』 - 心硯 役
- 2007年：『投資智叻闖三關 - 智叻一家人』
- 鹿鼎記
- 倚天屠龍記
- 亦舒シリーズ

### 京劇
- 『女起解（選段）』

### 広東オペラ
- 『桃花扇』

### 吹き替え作品

#### 映画
- 2004年：『LOVERS』（金（ジン）／随風（スイフォン）／金城武）
- 2005年：『ハービー/機械じかけのキューピッド』
- 2007年：『チャーリーとチョコレート工場』（ウィリー・ウォンカ／ジョニー・デップ）
- 2007年：『アルビン/歌うシマリス3兄弟』（アルビン／ジャスティン・ロング）
- 2008年：『カンフー・ダンク!』功夫灌籃 Kung Fu Dunk（世傑／周杰倫）
- 2008年：『The Tales of Despereaux』

#### テレビ番組 (TVBペイビジョン)
- 2007年：『日本靚靚廚房』

#### アニメ
- 2007年：『鋼の錬金術師』（DVD版）

#### 広告
- 2007年：『アルビン/歌うシマリス3兄弟』
- 2007年：『停一停、諗一諗』愛護動物協会
- 『ガーフィールド』ガーフィールド2
- 『モンスター・ハウス』

#### その他
- 2005年：Mr. Mi
- 2006年：『東方之珠』
- 2007年：『周未人氣Guide』
- 2007年 - 2008年：サウスチャイナAA関連商品
- 2016年 - 神州買買車 CM[1][2] - ピコ太郎と共演。

## アルバム
- 2005年：TVB 兒歌 KIT KIT KIT
  - Mr. Mi（子供番組『Mr. Mi遊楽場』主題歌）
  - 兒歌實現樂坊（子供番組『DaDa DeDe 精霊楽園』主題歌）
- 2006年：EEG TVB 兒歌大放送
  - 奇異冒険（テレビアニメ『ポケットモンスター』広東語版主題歌）
  - 爆竜戦隊（特撮テレビ『爆竜戦隊アバレンジャー』広東語版主題歌）
- 2006年：從好好戀愛到一生一世
  - 好好戀愛
- 2008年：處處祖藍
  - 擒擒青
  - 餅印
  - 豬豬BB鷥咕咕
  - 大隻佬
  - 成就
  - 天使低低B
  - 美女與野獸
  - 單身料理
  - 幪面俠
  - 夏天的尾巴